# Rutelini
Tribu
Les Rutelini sont une tribu d'insectes de la grande super-famille des scarabées, de la famille des Scarabaeidae, de la sous-famille des Rutelinae. Ces animaux sont particulièrement spectaculaires, avec des reflets métalliques.

## Taxinomie
- Ordre des Coleoptera
  - Sous-ordre des Polyphaga
    - Super-famille des Scarabaeoidea
      - Famille des Scarabaeidae Latreille, 1806
        - Sous-famille des Rutelinae MacLeay, 1819
          - Tribu des Rutelini MacLeay, 1819
            - Groupe des Anticheirina - 43 genres
              - Genre Acraspedon
              - Genre Aequatoria
              - Genre Anticheira
              - Genre Anticheiroides
              - Genre Badiasis
              - Genre Chalcentis
              - Genre Chlorota
              - Genre Chuchina
              - Genre Crathoplus
              - Genre Dorysthetus
              - Genre Exanthicheira
              - Genre Exochlorota
              - Genre Exopteromela
              - Genre Exothyridium
              - Genre Heterochlorota
              - Genre Hypaspidius
              - Genre Lagochile
              - Genre Minidorysthetus
              - Genre Mucama
              - Genre Parachlorota
              - Genre Paradorysthetus
              - Genre Paramacraspis
              - Genre Paraptenomela
              - Genre Paratelaugis
              - Genre Parathyridium
              - Genre Pichica
              - Genre Platyrutela
              - Genre Pseudoanticheroides
              - Genre Pseudodorysthetus
              - Genre Pseudohypaspidius
              - Genre Pseudomacraspis
              - Genre Pseudoptenomela
              - Genre Pseudothyridium
              - Genre Ptenomela
              - Genre Telaugis
              - Genre Theuremaripa
              - Genre Thyridium
              - Genre Thyriochlorota
              - Genre Tipicha
              - Genre Vayana
              - Genre Xenochlorota

            - Groupe des Areodina - 10 genres
              - Genre Areoda
              - Genre Byrsopolis
              - Genre Cotalpa
              - Genre Oplognathus
              - Genre Parabyrsopolis
              - Genre Parachrysina
              - Genre Paracotalpa
              - Genre Pseudocotalpa
              - Genre Viridimicus
              - Genre Xenoproctis

            - Groupe des Heterosternina - 11 genres, environ 40 espèces
              - Genre Elcarmeniella Franz, 1955
              - Genre Heterosternus Dupont, 1832
              - Genre Homoiosternus Ohaus, 1901
              - Genre Macropoidelimus Morón, 1983
              - Genre Macropoides Guérin-Méneville, 1844
              - Genre Mesosternus Morón, 1987
              - Genre Paraheterosternus
              - Genre Parisolea
              - Genre Parisoleoides Morón, 1987
              - Genre Plesiosternus Morón, 1983
              - Genre Promacropoides Sigwalt, 1987

            - Groupe des Pelidnotina - 18 genres, environ 300 espèces, en Amérique
              - Genre Catoclastus Solier, 1851 - 1 espèce
              - Genre Juvélbiller, Chrysina Kirby, 1828 – environ 100 espèces en Amérique du Sud et Amérique centrale
              - Genre Chrysophora Audinet-Serville, 1825 - une espèce
              - Genre Ectinoplectron Ohaus, 1915 - une espèce
              - Genre Eremophygus Ohaus, 1910 - 7 espèces
              - Genre Heteropelidnota Ohaus, 1912 - 4 espèces
              - Genre Homonyx Guérin-Méneville, 1839 - 6 espèces
              - Genre Homothermon Ohaus, 1898 - 3 espèces
              - Genre Hoplopelidnota Bates, 1904 - une espèce
              - Genre Mecopelidnota Bates, 1904 - 4 espèces
              - Genre Mesomerodon Ohaus, 1905 - une espèce
              - Genre Oogenius Solier, 1851 - 9 espèces
              - Genre Parhomonyx Ohaus, 1915 - une espèce
              - Genre Parhoplognathus Ohaus, 1915 - 4 espèces
              - Genre Peltonotus Burmeister, 1847 - 19 espèces
              - Genre Pelidnota MacLeay, 1819 - 119 espèces
              - Genre Pseudogeniates Ohaus, 1910 - 3 espèces
              - Genre Xenoplidnota Bates, 1904 - une espèce

            - Groupe des Rutelina
              - Genre Calomacraspis
              - Genre Chasmodia
              - Genre Cnemida
              - Genre Fruhstorferia Kolbe, 1894 - 14 espèces
              - Genre Macraspis
              - Genre Metapachylus H.W. Bates, 1889 - Mexique et Guatemala
              - Genre Microrutela F. Bates - 7 espèces
              - Genre Parastasia
              - Genre Peperonota
              - Genre Plesiorutela Jameson, 1997 - une espèce
              - Genre Rutela Latreille, 1802 - 17 espèces
              - Genre Rutelisca H.W. Bates, 1888 - Mexique et Guatemala
              - Genre Sphaerorutela Jameson, 1997 - 4 espèces